# Kayla McBride
Kayla Renae McBride (ur. 25 czerwca 1992 w Erie) – amerykańska koszykarka, występująca na pozycjach rzucającej lub niskiej skrzydłowej, obecnie zawodniczka Fenerbahçe, a w okresie letnim Minnesota Lynx w WNBA.
Poprowadziła swoją szkolną drużynę do mistrzostwa stanu Pensylwania klasy AA (2009, 2010) oraz wicemistrzostwa (2007). W 2010 wystąpiła w meczu gwiazd amerykańskich szkół średnich McDonald's All-American. Została też zaliczona do II składu All-American przez Parade i ESPN RISE oraz zespołu ESPN Hoopgurlz All-Star Team. Została wybrana dwukrotnie zawodniczką stanu Pensylwania klasy AA (2009, 2010)  oraz Gatorade Pennsylvania High School Player of the Year (2010).
1 lutego 2021 dołączyła do Minnesoty Lynx.

## Osiągnięcia

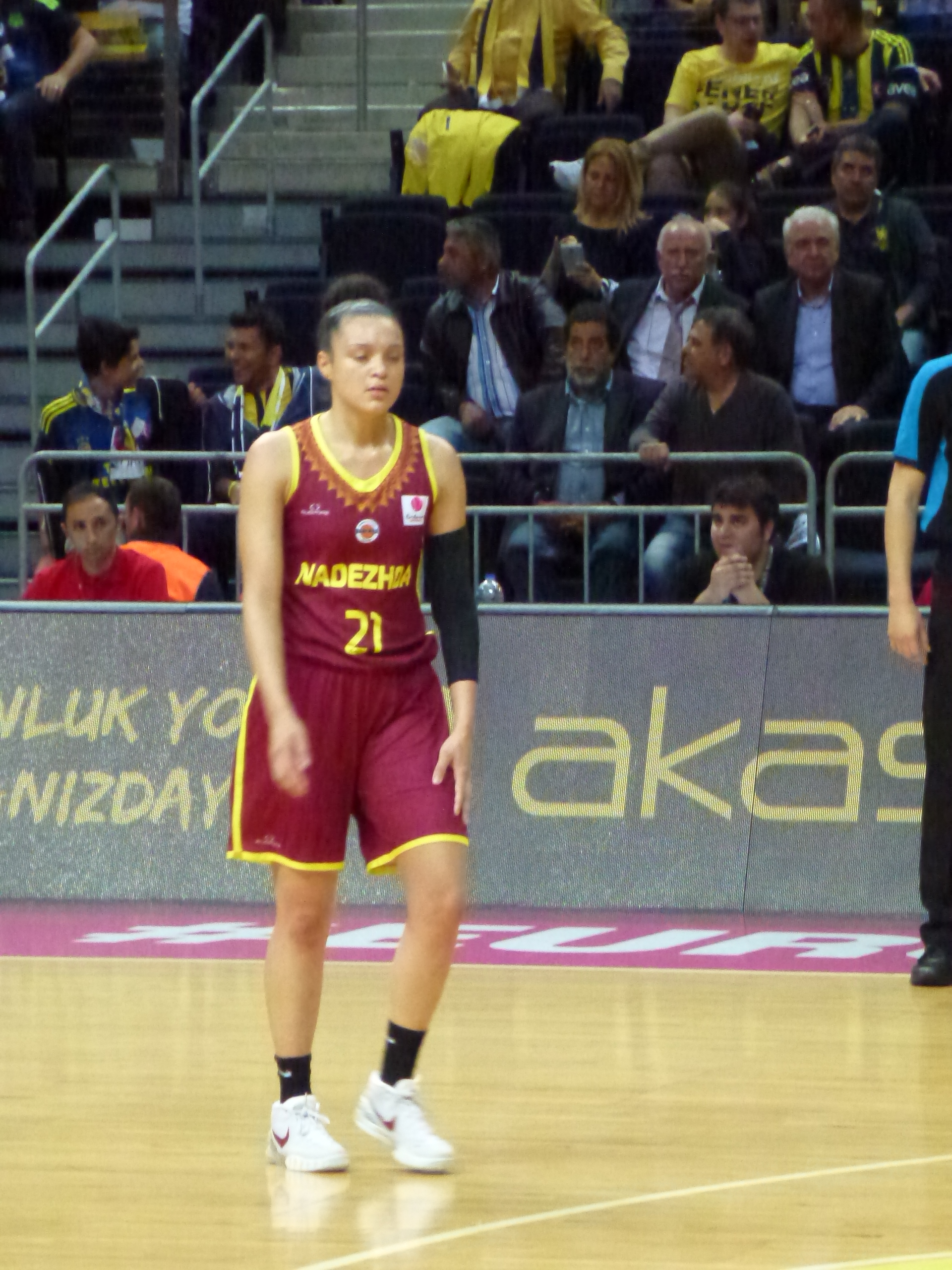
McBride w barwach Nadieżdy Orenburg podczas spotkania z Fenerbahçe.

Stan na 20 czerwca 2022, na podstawie, o ile nie zaznaczono inaczej.

### NCAA
- Wicemistrzyni NCAA (2011, 2012, 2014)
- Uczestniczka rozgrywek NCAA Final Four (2011–2014)
- Mistrzyni:
  - turnieju konferencji:
    - Big East (2013)
    - Atlantic Coast (ACC – 2014)

  - sezonu zasadniczego konferencji:
    - Big East (2012, 2013)
    - ACC (2014)
- Most Outstanding Player (MOP=MVP) turnieju Big East (2013)
- Zaliczona do:
  - I składu:
    - All-America (2013, przez WBCA, 2014)
    - ACC (2014)
    - Big East (2013)
    - turnieju:
      - ACC (2014)
      - NCAA Final Four (2014)
      - Big East (2012, 2013)

  - III składu All-America (2013 przez Associated Press)

### WNBA
- Wicemistrzyni WNBA (2020)[5]
- Zaliczona do I składu debiutantek WNBA (2014)
- Uczestniczka:
  - meczu gwiazd WNBA (2015, 2018, 2019[6])
  - konkursu rzutów za 3 punkty WNBA (2019)[7]

### Inne
Drużynowe
- Mistrzyni:
  - Euroligi (2019)
  - Eurocup (2017)
  - Rosji (2019)
  - Węgier (2015)[8]
  - Turcji (2017, 2022)[9][10]
- Wicemistrzyni:
  - Euroligi (2016)
  - Superpucharu Europy FIBA (2017)
  - Rosji (2016)[11]
  - Turcji (2018)[12]
- 4. miejsce w Eurolidze (2018)
- Zdobywczyni:
  - pucharu:
    - Rosji (2019)
    - Turcji (2017, 2018)[12]
    - Węgier (2015)[8]

  - Superpucharu Turcji (2017)
- Finalistka Pucharu Turcji (2022)[10]

Indywidualne
(* – nagrody przyznane przez portal eurobasket.com)
- MVP finałów ligi tureckiej (2022)*[10]
- Najlepsza*:
  - zawodniczka zagraniczna ligi węgierskiej (2015)[8]
  - zawodniczka występująca na pozycji obronnej ligi węgierskiej (2015)[8]
- Zaliczona do*:
  - I składu:
    - ligi:
      - węgierskiej (2015)[8]
      - tureckiej (2017, 2022)[9][10]

    - zawodniczek zagranicznych ligi:
      - węgierskiej (2015)[8]
      - rosyjskiej (2016)[11]
      - tureckiej (2017, 2018)[9][12]

    - zawodniczek zagranicznych ligi tureckiej (2022)[10]

  - II składu ligi tureckiej (2018)[12]
  - składu honorable mention ligi rosyjskiej (2016)[11]
- Liderka strzelczyń Euroligi (2018)

Reprezentacja
- Mistrzyni Ameryki U–18 (2010)[13]